# Vindelikové

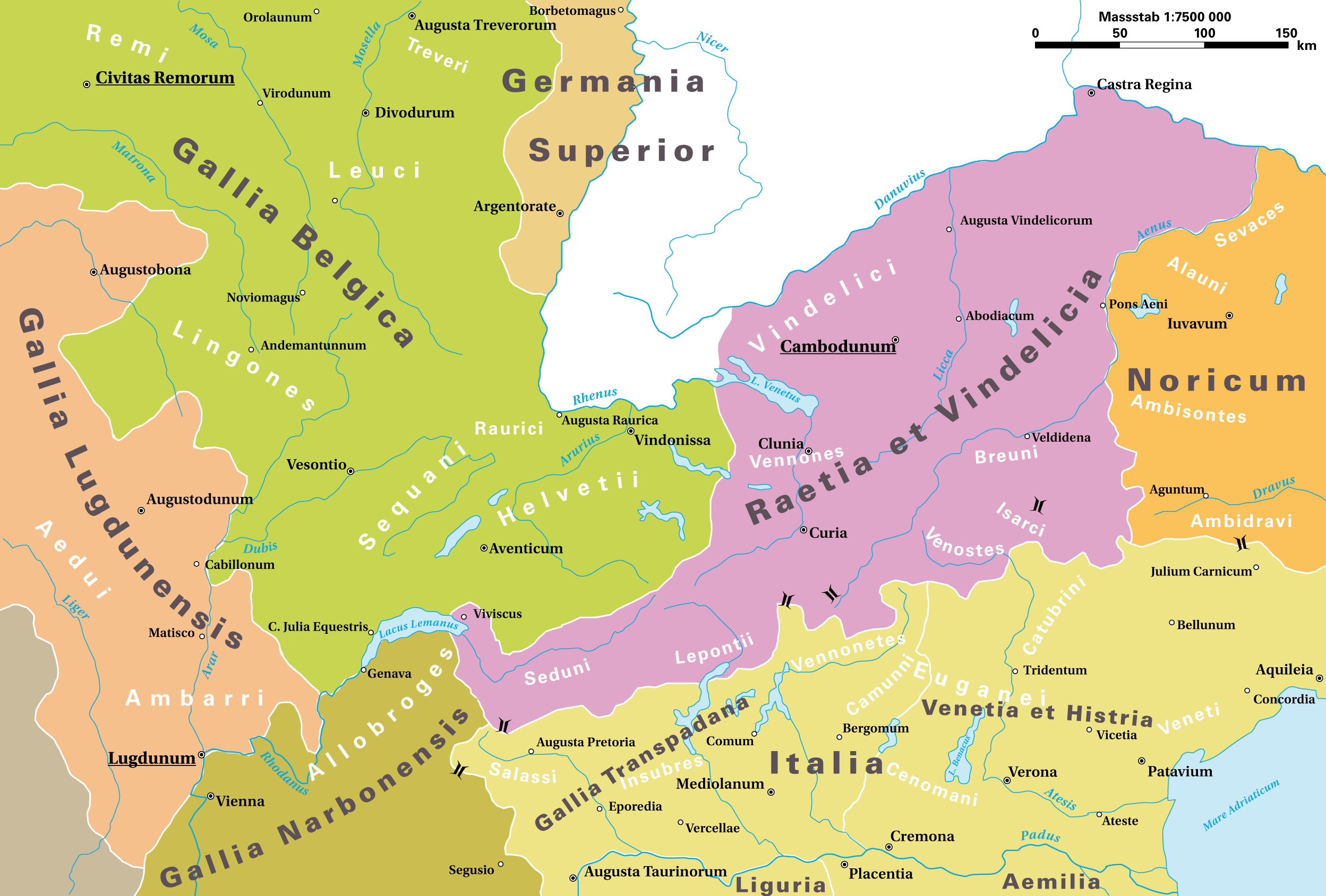
Alpské kmeny a římské provincie kolem roku 14 př. n. l.

Vindelikové (latinsky Vindelici) byli starověký kmen žijící na hranicích dnešního Švýcarska a Německa. Všeobecně jsou považovány za Kelty, ačkoliv byli silně ovlivněni sousedními Réty. Vindelická hmotná kultura náleží k laténské kultuře, z jazyka jsou zachovány pouze zlomky, ale z místních jmen lze usuzovat že se jednalo o řeč příbuznou galštině. Jejich jméno může být odvozeno od prakeltského *windo „bílý“. Maurus Servius Honoratus ve svých komentářích k Aeneidě z přelomu 4. a 5. století však Vindeliky ztotožňuje s Liburny, kmenem pravděpodobně ilyrského původu.
Země Vindeliků byla Římany nazývána Vindelicia a jejím centrem bylo pravděpodobně oppidum Manching. Roku 15 př. n. l. byla společně se sousední Raetií byla dobyta císařem Tiberiem a jejím centrem se stala Augusta Vindelicorum, dnešní Augsburg.